# Ovicide
 (mars 2024).
Si vous disposez d'ouvrages ou d'articles de référence ou si vous connaissez des sites web de qualité traitant du thème abordé ici, merci de compléter l'article en donnant les références utiles à sa vérifiabilité et en les liant à la section « Notes et références ».
Un produit phytosanitaire ovicide est une substance active ou une préparation capable d'empêcher l'évolution des œufs, en tuant l'embryon.
En protection des cultures contre les parasites, la connaissance des caractéristiques ovicides des produits phytopharmaceutiques appliqués et de la date de début des pontes permettent de raisonner l'emploi des insecticides et des acaricides.